# Németh Balázs (motorversenyző)
Németh Balázs (Budapest, 1988. június 12. –) magyar motorversenyző. 2007 óta rendszeres résztvevője különböző világversenyeknek. A 2007-es illetve 2008-as verseny szezonban a superbike világbajnokságon, 2009 ötödik futamától, az olasz nagydíjtól kezdve a MotoGP 250 köbcentiméteres kategóriájában szerepelt.

## Pályafutása

### Kezdetek
Németh Balázs karrierjét hatévesen kezdte. Már néhány hét gyakorlás után megnyerte első minimotoros versenyét. 1995-től 2001-ig versenyzett 50 ccm automata, 50 ccm sport és 80 ccm félautomata géposztályokban. Ebben az időszakban kilenc magyar bajnoki címet szerzett utánpótlás kategóriában, valamint több nemzetközi verseny és kupasorozat győztese lett.

### Supermoto, Superstock, Supersport
2003-tól párhuzamosan egy új szakágban, a supermotoban is kipróbálta magát. Szinte minden versenyét megnyerte, csak sérülése és a versenynaptárak egybeesése akadályozta meg a bajnoki cím megszerzésében. Két magyar bajnoki második helyezéssel növelte trófeáinak számát. 2005-ben, három év szünet után tért vissza a gyorsasági motorsportba. Az 50 ccm kismotort egy superstock 600-as gépre cserélte. Második versenyén 16 évesen a felnőtt magyar mezőnyben már dobogóra állhatott, majd egy, a Hungaroringen megrendezett Alpok-Adria kupa versenyen már a nemzetközi mezőnyben is harmadik helyen végzett, ezzel megnyerte a magyar bajnoki futamot.
2006-tól a Superstock 1000-ben versenyzett. Újoncként 2 győzelmet, és egy harmadik helyet szerzett az Alpok Adria bajnokságban. Sérülés miatt futamokat kellett kihagynia, ezért az összetett pontversenyben alig lecsúszva a dobogóról negyedik lett. 2006-ban a legtehetségesebb utánpótlás-versenyzőnek választották.
2007-től a legrangosabb világversenyek résztvevője. 2007-ben a Superstock 1000 világkupán indult. Három versenyen volt pontszerző.
2008-ban a Supersport 600 világbajnokság legjobbjai között találjuk. Nyolc futamon indult. Minden versenyen a középmezőnyben végzett.
A Motogp-be tett sikeres kirándulás után 2011-2013 között újra a Supersport-600 világbajnokság versenysorozatának résztvevője volr.
2011 pályafutása egyik legsikeresebb éve volt. Kettő kivételével minden futamon pontszerző helyen ért célba. 42 világbajnoki ponttal az összetett pontversenyben a 15. helyezést szerezte meg. Minden szakágat figyelembe véve Magyarország kiemelkedően legeredményesebb motorversenyzője lett. Ennek köszönhetően másodszor is elnyerte a MAMS által adományozott "Az év sportolója" kitüntető címet.
2014-ben a nagy múltú Pedercini Team versenyzőjeként tért vissza a supestock-1000 világkupába. Egy komoly sérülés miatt nem tudott teljes szezont teljesíteni, de így is a 12. helyet szerezte meg az összetett pontversenyben. Imolában hatodikként ért célba.

### MotoGP
2009-ben, miután Talmácsi Gábor elhagyta a negyedliteresek között szereplő Balatonring Team csapatát, a négyszeres világbajnok csapatfőnök Martinez úr Németh Balázst tartotta a legalkalmasabbnak arra, hogy méltó módon képviselje Magyarországot a legrangosabb világversenyen. Balázs az Olasz Nagydíjtól kezdődően a Motogp résztvevője lett. Tíz futam során 11 világbajnoki pontot gyüjtött, az összetett pontversenyben a 23. helyen végzett. 2009-ben nyújtott teljesítménye alapján a Magyar Motorsport Szövetség "Az év sportolója" címmel tüntette ki

## Teljes MotoGP-eredménylistája
| Év   | Géposztály | Motor   | 1   | 2   | 3   | 4   | 5      | 6      | 7       | 8       | 9       | 10     | 11     | 12     | 13     | 14     | 15     | 16     | Poz. | Pont |
| ---- | ---------- | ------- | --- | --- | --- | --- | ------ | ------ | ------- | ------- | ------- | ------ | ------ | ------ | ------ | ------ | ------ | ------ | ---- | ---- |
| 2009 | 250 cm³    | Aprilia | QAT | JPN | SPA | FRA | ITA 16 | CAT 18 | NED INJ | GER INJ | GBR Ret | CZE 14 | IND 16 | SMR 15 | POR 16 | AUS 16 | MAL 11 | VAL 13 | 23.  | 11   |

## Teljes Supersport-eredménylistája
| Év   | Géposztály | Motor | 1      | 2      | 3      | 4      | 5      | 6      | 7      | 8      | 9      | 10     | 11     | 12     | 13  | Poz. | Pont |
| ---- | ---------- | ----- | ------ | ------ | ------ | ------ | ------ | ------ | ------ | ------ | ------ | ------ | ------ | ------ | --- | ---- | ---- |
| 2011 | 600 cm³    | Honda | AUS 14 | EUR 14 | NED 10 | ITA 14 | SMR 18 | SPA 12 | CZE    | GBR 7  | GER 10 | ITA Ki | FRA 11 | POR 12 |     | 15.  | 42   |
| 2012 | 600 cm³    | Honda | AUS 21 | ITA 7  | NED Ki | ITA Ki | EUR Ki | SMR 12 | SPA Ki | CZE 17 | GBR Ki | RUS 20 | GER    | POR    | FRA | 20.* | 13*  |

### Pályafutás értékelése
| Év   | Bajnokság                | Géposztály     | Csapat                   |
| 2007 | Superbike Világbajnokság | supestock-1000 | Full Gas Team [HU]       |
| 2008 | Superbike Világbajnokság | supersport 600 | Factory Racing Team [HU] |
| 2009 | Motogp                   | 250 ccm        | Balatonring Team [ESP]   |
| 2011 | Superbike Világbajnokság | supersport 600 | Tóth Team Hungary [HU]   |
| 2012 | Superbike Világbajnokság | supersport 600 | Racing Team Tóth [HU]    |
| 2013 | Superbike Világbajnokság | supersport 600 | ComPlus SMS [CZ]         |
| 2014 | Superbike Világbajnokság | supestock-1000 | Team Pedercini [ITA]     |

2007- 2015 között – 2010 évet kivéve – állandó szereplője volt a gyorsasági motorsport világversenyeinek. Tartósan kiemelkedő eredményeket ért el. A magyar motorsport egyik legeredményesebb, legsokoldalúbb versenyzője. Pályafutása során több szakágban is – gyorsasági, supermoto, endurance – kiválóan teljesített. Pályafutása során világversenyeken 104 pontot szerzett. Ezzel az eredménnyel a magyar motorsport történetében –Talmácsi, Drapál, Szabó II után – a negyedik legeredményesebb motorversenyző. 2009-ben és 2011-ben a Magyar Motorsport Szövetség neki ítélte oda az „ ÉV SPORTOLÓJA” címet. 2015-ben "Újbuda Kiváló Sportolója" lett. Eredményeivel, sportolói magatartásával kivívta mind a hazai, mind a nemzetközi motoros szakma elismerését.

## Külső hivatkozások
- Hivatalos honlapja